# Emilio Estrada
Emilio Antonio Jerónimo Estrada Carmona (Quito, 28 de maig de 1855 - Guayaquil, 21 de desembre de 1911) va ser un polític equatorià, divuitè president de l'Equador des de l'1 de setembre de 1911 fins a la seva mort per insuficiència cardíaca, el 21 de desembre del mateix any.

## Biografia

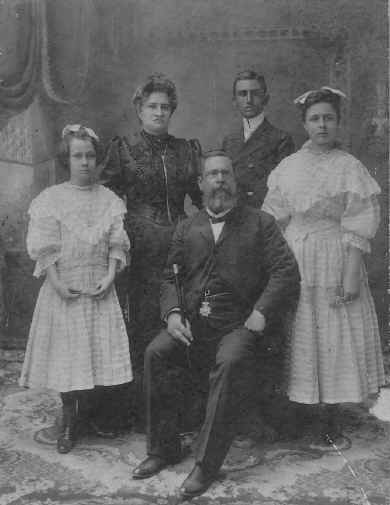
Família Estrada Sciacaluga, cap a 1900.

Estrada va néixer a Quito el 28 de maig de 1855, fill de Nicolás Estrada, funcionari menor del govern del general José María Urbina. Va ser fillol de baptisme del president Urbina i la seva dona, Teresa Jado de Urbina, i es va educar a Guayaquil. Va combatre contra Ignacio de Veintemilla al costat d'Eloy Alfaro a la batalla de Guayaquil de juliol de 1883 i va formar part del grup montonero Los Chapulos durant la guerra de guerrilles contra Plácido Caamaño. Va quedar vidu dues vegades, la primera d'Isabel Usubillaga i la segona, de Victoria Sciacaluga Aubert, amb qui va tenir tres fills; va casar-se per tercera vegada amb Lastenia Gamarra Menéndez, amb la qual no va tenir successió.
El 1883 va ser comissari de policia i el 1910 ocupà per sisena vegada la governació del Guayas, província a la qual va representar com a senador suplent el 1898 i com a diputat principal el 1899 i 1900. Va treballar per a Guayaquil en funcions públiques i privades, entre d'altres, al comitè d'ajuda del gran incendi de 1896. L'any 1901, per raons de salut, va declinar la candidatura presidencial que li oferia Eloy Alfaro; no obstant això, va servir al partit Liberal Radical exercint la governació de la província del Guayas i altres càrrecs menors durant els 10 anys següents, fins a la seva candidatura presidencial el 1911. Els seus amics l'anomenaven el ogro (‘l'ogre’) per la seva aparença imponent.
Va morir a Guayaquil el 21 de desembre de 1911 després d'una llarga malaltia, combinada amb problemes cardíacs, fets que el van mantenir allunyat de Quito i de l'exercici efectiu del poder executiu des de principi de desembre.

## Presidència

### Les eleccions de 1911
Per a les eleccions de 1911, Eloy Alfaro va escollir com a candidat Emilio Estrada, mentre que el nebot d'Alfaro, Flavio Alfaro presentava una altra candidatura amb suport militar i Alfredo Baquerizo Moreno es va presentar per part dels liberals i sectors conservadors. Estrada va guanyar amb comoditat, però Eloy Alfaro va voler prorrogar la seva presidència i va buscar excuses per demanar a Estrada que renunciés a la presidència abans de prendre possessió del càrrec. Estrada no va acceptar les exigències d'Alfaro, de manera que aquest va convocar un congrés extraordinari per desqualificar-lo, però no ho va aconseguir, mentre Estrada aconseguia suports entre l'oposició liberal i també de l'estament militar, on tenia força influència Emilio María Terán.
El 3 de juliol de 1911, a les onze del matí, Terán fou assassinat pel coronel Luis Quirola al bar de l'Hotel Royal de Quito, davant del rumor que Terán preparava un complot per deposar Alfaro. Segons els partidaris alfaristes, l'assassinat era el resultat d'un embolic de faldilles; però l'oposició insistia que havia estat un crim polític. L'11 d'agost, diversos partidaris de Terán van assassinar Quirola mentre estava empresonat. Aquell mateix dia 11, molts soldats i població general, davant del rumor que Alfaro preparava un cop, van assaltar el palau de Carondelet (el palau de govern) per capturar el president. El ministre de Xile, Víctor Eastman Cox, va anar a palau i va donar refugi a Alfaro a la seva legació. Carlos Freile Zaldumbide, president del senat, va exigir la renúncia d'Alfaro, que va respondre: «No vull que pel meu interès personal es vessi una sola gota de sang» i va dimitir. En aquells moments, tropes de la segona zona militar sota el comandament del general Ulpiano Páez avançaven sobre Quito per defensar Alfaro, però aquest el va convèncer que desistís de l'intent. Alfaro es va exiliar a Panamà gràcies a la mediació del president electe Emilio Estrada, amb la promesa que no intervindria en política per un període de dos anys.

### Obra de govern
Estrada va assumir la presidència el primer de setembre de 1911 i va buscar el suport dels seguidors de Leónidas Plaza. Així va formar un gabinet d'opositors a Alfaro, entre els quals el mateix general Leónidas Plaza i el conservador Carlos Tobar y Borgoño, i va prescindir de la col·laboració dels industrials amb els quals estava vinculat. Les seves propostes per al mandat presidencial foren ocupar-se del gran problema de la hisenda pública, rescatar el ferrocarril en benefici de la nació, assumir els crèdits internacionals, professionalitzar l'exèrcit i despolititzar-lo i aconseguir una pau honorable i justa amb el Perú. Durant la seva administració es va iniciar l'explotació petroliera de Santa Elena i es va crear el cantón Pedro Moncayo a la província de Pichincha.
Durant les absències a causa de la seva malaltia, va exercir el poder Freile Zaldumbide, qui també el reemplaçà formalment a la seva mort.